# Liste des tours Chappe de la ligne Paris - Brest
 (avril 2023).
Pour un article plus général, voir Télégraphe Chappe.
| Sur tour ronde | Sur tour carrée | Clocher | Sur tour forme pyramidale |
| -------------- | --------------- | ------- | ------------------------- |
| ●              | ■               | ◬       | ▲                         |

## Secteur Paris - Avranches
| Tour                  | Forme | Commune                       | Département    | État                       | Coordonnées                      | Remarques                                  |
| --------------------- | ----- | ----------------------------- | -------------- | -------------------------- | -------------------------------- | ------------------------------------------ |
| Tour central          | ■     | 7e arrondissement             | Paris          |                            | 48° 51′ 24″ nord, 2° 19′ 07″ est | n°103 rue de Grenelle                      |
| Passy                 | ●     | 16e arrondissement            | Paris          |                            | 48° 51′ 57″ N, 2° 17′ 14″ E      |                                            |
| Mont Valérien         | ●     | Suresnes                      | Hauts-de-Seine |                            |                                  | Mont Valérien                              |
| Trou d'Enfer          | ■     | Bailly                        | Yvelines       | Restaurée et fonctionnelle | 48° 50′ 47″ nord, 2° 05′ 32″ est |                                            |
| Les Clayes            | ■     | Les Clayes-sous-Bois          | Yvelines       |                            | 48° 48′ 55″ N, 1° 58′ 41″ E      |                                            |
| Neauphle-le-Château   | ◬     | Neauphle-le-Château           | Yvelines       |                            |                                  |                                            |
| La Queue-les-Yvelines | ●     | La Queue-les-Yvelines         | Yvelines       |                            | 48° 48′ 13″ N, 1° 44′ 58″ E      |                                            |
| Bourdonné             | ■     | Bourdonné                     | Yvelines       |                            | 48° 45′ 36″ N, 1° 38′ 16″ E      |                                            |
| Broué                 | ●     | Broué                         | Eure-et-Loir   |                            | 48° 45′ 08″ N, 1° 31′ 13″ E      |                                            |
| Dreux                 | ●     | Dreux                         | Eure-et-Loir   |                            |                                  |                                            |
| Nonancourt            | ◬     | Nonancourt                    | Eure           |                            |                                  |                                            |
| Tillières-sur-Avre    | ▲     | Tillières-sur-Avre            | Eure           |                            | 48° 45′ 31″ N, 1° 04′ 10″ E      |                                            |
| Verneuil              | ◬     | Verneuil-sur-Avre             | Eure           |                            |                                  |                                            |
| La Lande              | ▲     | Mandres                       | Eure           |                            | 48° 44′ 30″ N, 0° 49′ 26″ E      |                                            |
| Le Buat               | ■     | Saint-Michel-Tubœuf           | Orne           | Non restaurée              | 48° 45′ 00″ nord, 0° 40′ 30″ est | Inscrit MH                                 |
| Saint-Symphorien      | ■     | Saint-Symphorien-des-Bruyères | Orne           |                            | 48° 47′ 14″ N, 0° 34′ 16″ E      | lieu-dit le Télégraphe                     |
| Bois Gaudry           | ■     | Gauville                      | Orne           | Détruit                    | 48° 48′ 36″ N, 0° 32′ 31″ E      |                                            |
| Vertbois              | ■     | Saint-Nicolas-des-Laitiers    | Orne           |                            |                                  | Haras du Verbois ?                         |
| Chaumont              | ■     | Chaumont                      | Orne           | Détruit                    | 48° 49′ 33″ N, 0° 20′ 23″ E      |                                            |
| Grandval              | ■     | Mardilly (Grand-Val)          | Orne           |                            |                                  |                                            |
| Egreffin              | ■     | Saint-Pierre-la-Rivière       | Orne           |                            | 48° 49′ 16″ N, 0° 08′ 39″ E      |                                            |
| Tournay               | ■     | Tournai-sur-Dive              | Orne           |                            | 48° 48′ 05″ N, 0° 03′ 32″ E      |                                            |
| Bailleul              | ■     | Silly-en-Gouffern             | Orne           |                            | 48° 47′ 27″ N, 0° 01′ 12″ O      | Près de Bailleul                           |
| Habloville            | ■     | Habloville                    | Orne           | Détruit                    | 48° 46′ 04″ N, 0° 10′ 49″ O      |                                            |
| Le Repas              | ■     | Sainte-Honorine-la-Guillaume  | Orne           | Détruit                    | 48° 46′ 37″ N, 0° 21′ 12″ O      | Château du Repas (ancien Château le Repos) |
| Landigou              | ■     | Landigou                      | Orne           | Détruit                    | 48° 44′ 48″ N, 0° 28′ 32″ O      |                                            |
| La Chapelle-Biche     | ■     | La Chapelle-Biche             | Orne           |                            |                                  |                                            |
| Saint Cornier         | ■     | Saint-Cornier-des-Landes      | Orne           |                            |                                  | lieu-dit le Télégraphe                     |
| Les Herbreux          | ▲     | Ger                           | Manche         |                            | 48° 41′ 38″ N, 0° 47′ 46″ O      |                                            |
| Le Tournerie          | ▲     | Saint-Clément-Rancoudray      | Manche         |                            | 48° 41′ 19″ N, 0° 55′ 32″ O      |                                            |
| La Rivière            | ▲     | Reffuveille                   | Manche         |                            |                                  |                                            |
| Bruyères-aux-Bois     | ▲     | Saint-Ovin                    | Manche         |                            |                                  | Impasse du Télégraphe                      |
| Avranches             | ◬     | Avranches                     | Manche         |                            |                                  |                                            |

## Secteur Avranches - Brest
| Tour                  | Forme | Commune                    | Département     | État                       | Coordonnées                 | Remarques |
| --------------------- | ----- | -------------------------- | --------------- | -------------------------- | --------------------------- | --- |
| Avranches             | ◬     | Avranches                  | Manche          |                            |                             | |
| Mont Saint-Michel     | ◬     | Le Mont-Saint-Michel       | Manche          |                            |                             | |
| La Masse              | ▲     | Saint-Marcan               | Ille-et-Vilaine | Restaurée et fonctionnelle | 48° 34′ 45″ N, 1° 37′ 34″ O | Musée, visites commentées |
| Mont-Dol              | ▲     | Mont-Dol                   | Ille-et-Vilaine |                            |                             | |
| Cancale               | ■     | Cancale                    | Ille-et-Vilaine |                            |                             | |
| Saint-Malo            | ◬     | Saint-Malo                 | Ille-et-Vilaine |                            |                             | |
| Tertre Guérin         | ▲     | Saint-Briac-sur-Mer        | Ille-et-Vilaine |                            |                             | |
| La Meurbel            | ▲     | Plévenon                   | Côtes-d'Armor   |                            |                             | |
| Erquy Claire          | ●     | Erquy                      | Côtes-d'Armor   |                            |                             | |
| La Ville Plezneuf     | ●     | Pléneuf-Val-André          | Côtes-d'Armor   |                            |                             | |
| Morieux               | ▲     | Morieux                    | Côtes-d'Armor   |                            |                             | |
| Saint-Brieuc          | ◬     | Saint-Brieuc               | Côtes-d'Armor   |                            |                             | |
| Plerneuf              | ●     | Plerneuf                   | Côtes-d'Armor   |                            |                             | |
| Lanrodec              | ●     | Lanrodec                   | Côtes-d'Armor   |                            |                             | |
| Coatforne (Coat Forn) | ▲     | Bourbriac                  | Côtes-d'Armor   | Détruit                    | 48° 29′ 31″ N, 3° 13′ 30″ O | |
| Kermoyec              | ▲     | Plougonver                 | Côtes-d'Armor   |                            | 48° 29′ 45″ N, 3° 23′ 03″ O | |
| Keranterra            | ▲     | Plougras                   | Côtes-d'Armor   |                            | 48° 30′ 28″ N, 3° 34′ 07″ O | |
| Lannéanou             | ▲     | Lannéanou                  | Finistère       | Détruit                    | 48° 28′ 56″ N, 3° 40′ 51″ O | |
| Le Cloître            | ▲     | Le Cloître-Saint-Thégonnec | Finistère       | Détruit                    | 48° 28′ 32″ N, 3° 47′ 37″ O | |
| Saint-Thégonnec       | ▲     | Saint-Thégonnec            | Finistère       |                            |                             | |
| Lampaul               | ▲     | Lampaul-Guimiliau          | Finistère       |                            | 48° 28′ 54″ N, 4° 01′ 55″ O | Le lieu-dit la Croix du télégraphe tire son nom d’une tour pyramidale portant le mécanisme du télégraphe aérien Chappe. Elle était en liaison avec Saint-Thégonnec et la Martyre . Le système fonctionne jusqu’en 1852, supplanté par le télégraphe électrique Morse |
| Ploudiry              | ▲     | Ploudiry                   | Finistère       |                            | 48° 27′ 29″ N, 4° 09′ 11″ O | |
| Saint-Divy            | ▲     | Saint-Divy                 | Finistère       |                            | 48° 27′ 07″ N, 4° 19′ 58″ O | Place Claude CHAPPE |
| Guipavas              | ▲     | Guipavas                   | Finistère       |                            | 48° 24′ 58″ N, 4° 24′ 57″ O | |
| Kerfautras            | ▲     | Brest                      | Finistère       |                            | 48° 23′ 49″ N, 4° 28′ 26″ O | Kerfautras, Le Pilier Rouge |
| Brest                 | ◬     | Brest                      | Finistère       |                            |                             | |

## Secteur Avranches - Cherbourg
| Tour                   | Forme | Commune                | Département | État    | Coordonnées                                             | Remarques                  |
| ---------------------- | ----- | ---------------------- | ----------- | ------- | ------------------------------------------------------- | -------------------------- |
| Avranches              | ◬     | Avranches              | Manche      | Détruit | 48° 41′ 06″ N, 1° 21′ 42″ O                             |                            |
| Montviron              | ●     | Montviron              | Manche      | Détruit | 48° 44′ 14″ N, 1° 25′ 41″ O                             |                            |
| La Lucerne             | ●     | La Lucerne-d'Outremer  | Manche      | Détruit | 48° 47′ 10″ N, 1° 25′ 34″ O                             |                            |
| La Meudraquière        | ●     | La Meurdraquière       | Manche      | Détruit | 48° 51′ 12″ N, 1° 24′ 41″ O                             |                            |
| Lengronne              | ◬     | Lengronne              | Manche      | Détruit | 48° 55′ 55″ N, 1° 23′ 03″ O                             |                            |
| Montpinchon            | ●     | Montpinchon            | Manche      | Détruit | 49° 01′ 18″ N, 1° 18′ 40″ O                             | Monument télégraphe Chappe |
| Le Lorey               | ●     | Le Lorey               | Manche      | Détruit | 49° 06′ 13″ N, 1° 20′ 00″ O                             |                            |
| Saint-Martin-d'Aubigny | ●     | Saint-Martin-d'Aubigny | Manche      | Détruit | 49° 09′ 07″ N, 1° 21′ 04″ O                             |                            |
| Millières              | ■     | Millières              | Manche      | Détruit | 49° 11′ 16″ N, 1° 27′ 38″ O                             | Place Claude-Chappe        |
| Lastelle               | ●     | Le Plessis-Lastelle    | Manche      | Détruit | 49° 15′ 45″ N, 1° 26′ 50″ O                             |                            |
| Pretot                 | ◬     | Prétot-Sainte-Suzanne  | Manche      | Détruit | 49° 19′ 29″ N, 1° 26′ 16″ O                             |                            |
| Rauville               | ◬     | Rauville-la-Place      | Manche      | Détruit | 49° 23′ 21″ N, 1° 30′ 15″ O                             |                            |
| Néhou                  | ●     | Néhou                  | Manche      | Détruit | 49° 25′ 17″ N, 1° 36′ 02″ O                             |                            |
| Briquebec              | ●     | Bricquebec             | Manche      | Détruit | 49° 28′ 33″ N, 1° 36′ 30″ O                             |                            |
| Tollevast              | ●     | Tollevast              | Manche      | Détruit | 49° 35′ 42″ N, 1° 36′ 31″ O                             |                            |
| Octeville              | ●     | Octeville              | Manche      | Détruit | 49° 37′ 26″ N, 1° 37′ 23″ O                             |                            |
| Cherbourg              | ◬     | Cherbourg              | Manche      | Détruit | 49° 38′ 19″ N, 1° 37′ 24″ O 49° 38′ 31″ N, 1° 37′ 39″ O |                            |

## Secteur Avranches - Nantes
| Tour             | Forme | Commune                    | Département      | État    | Coordonnées                 | Remarques                       |
| ---------------- | ----- | -------------------------- | ---------------- | ------- | --------------------------- | ------------------------------- |
| Avranches        | ◬     | Avranches                  | Manche           |         |                             |                                 |
| Curtil           | ◬     | Courtils                   | Manche           |         |                             |                                 |
| Curey            | ●     | Curey                      | Manche           |         |                             |                                 |
| La Fontenelle    | ●     | La Fontenelle              | Ille-et-Vilaine  |         |                             |                                 |
| Tremblay         | ●     | Tremblay                   | Ille-et-Vilaine  |         |                             |                                 |
| Sens             | ◬     | Sens-de-Bretagne           | Ille-et-Vilaine  |         |                             |                                 |
| Saint-Aubin      | ●     | Saint-Aubin-d'Aubigné      | Ille-et-Vilaine  |         |                             |                                 |
| Betton           | ◬     | Betton                     | Ille-et-Vilaine  |         |                             |                                 |
| Rennes           | ◬     | Rennes                     | Ille-et-Vilaine  |         |                             |                                 |
| Noyal-sur-Seiche | ◬     | Noyal-Châtillon-sur-Seiche | Ille-et-Vilaine  |         |                             |                                 |
| Orgères          | ●     | Orgères                    | Ille-et-Vilaine  | Ruine   | 47° 59′ 00″ N, 1° 39′ 41″ O | lieu-dit le Télégraphe à Lourme |
| Laillé           | ●     | Laillé                     | Ille-et-Vilaine  | Détruit |                             |                                 |
| Poligné          | ●     | Poligné                    | Ille-et-Vilaine  | Détruit | 47° 53′ 10″ N, 1° 40′ 38″ O |                                 |
| Bain n° 1        | ●     | Bain-de-Bretagne           | Ille-et-Vilaine  |         | 47° 50′ 39″ N, 1° 42′ 05″ O |                                 |
| Bain n° 2        | ●     | Bain-de-Bretagne           | Ille-et-Vilaine  | Détruit | 47° 47′ 27″ N, 1° 41′ 55″ O |                                 |
| Fougeray         | ●     | Grand-Fougeray             | Ille-et-Vilaine  | Détruit | 47° 44′ 09″ N, 1° 42′ 53″ O |                                 |
| Derval n° 1      | ●     | Derval                     | Loire-Atlantique | Détruit | 47° 40′ 39″ N, 1° 41′ 15″ O |                                 |
| Derval n° 2      | ●     | Derval                     | Loire-Atlantique | Détruit | 47° 38′ 10″ N, 1° 39′ 25″ O | Télégraphe de Lurion            |
| Nozay            | ●     | Nozay                      | Loire-Atlantique |         |                             |                                 |
| Saffré           | ●     | Saffré                     | Loire-Atlantique | Détruit | 47° 29′ 05″ N, 1° 34′ 22″ O |                                 |
| Héric            | ◬     | Héric                      | Loire-Atlantique |         |                             |                                 |
| Grandchamp       | ●     | Grandchamp-des-Fontaines   | Loire-Atlantique |         |                             |                                 |
| Orvault          | ●     | Orvault                    | Loire-Atlantique |         |                             |                                 |
| Nantes           | ◬     | Nantes                     | Loire-Atlantique |         |                             |                                 |